# Gurgel G800
O G800 é um monovolume de porte médio da pela Gurgel. O G800 nada mais é que o monovolume elétrico E400, mas com motor a gasolina ou a álcool.

## História
No final da década de 70, a Gurgel estava produzindo os modelos X-15, que posteriormente passou a se chamar G-15. No inicio dos anos 80, João Gurgel anunciou a fabricação dos primeiros utilitários elétricos, o Gurgel Itaipu E400, que tinha base na Volkswagen Kombi. O E400 deveria ser um carro barato de se manter e o proprietário não ira se preocupar com o aumento da gasolina e nem do álcool. A ideia não agradou o mercado automobilístico e só foi produzido por dois anos.
Foi assim que surgiu o G800, que diferente do G-15 que não tinha nenhum acabamento e luxo, este vinha com o acabamento bem feito e um pouco mais de luxo, que era o rádio toca-fitas. Inicialmente deveria ser produzido em base no chassi do E400, pois João Gurgel acreditava que a carroceria do E400 seria muito bem vinda ao mercado.
Em 1982, a Gurgel Motores S/A lançou o Gurgel G800, que vinha em duas versões, a CS (Cabine Simples) e CD (Cabine Dupla), com abastecimento em álcool ou gasolina, que visava melhorar a inclusão do veiculo no mercado. O G800 foi um modelo bem vindo ao mercado e agradou os futuros proprietários, que utilizavam este modelo para passeios em família e para trabalhos e serviços em geral.
O G800 ficou em produção até 1988, sendo substituído pelo Gurgel Carajás, com mais luxo e mais comodidade, além de uma motorização maior. O G800 foi exportado para países como Emirados Árabes Unidos, pela representante Tadamon.

## Especificações
O Gurgel G800 vinha com um motor da Kombi 1600, o que apresentava o mesmo ruído ao carro. Todo equipado com bancos de couro, diferente do G-15 que vinha com bancos estofados. Comprava-se este veiculo em torno de Cr$ 4.000.000.

## Ligações Externas
- Best Cars Web Site. Carros do passado.
- Quatro Rodas. Gurgel: o engenheiro que virou carro
- Lexicar Brasil. Gurgel
- Automobile Catalog
- Gurgel Clube Rio de Janeiro